# ナサニエル・クリフトン
ナサニエル・"ナット"・クリフトン (Nathaniel "Nat" Clifton, 1922年10月23日 - 1990年8月31日) は1950年代のNBAでプレイしたアメリカ合衆国出身の元バスケットボール選手。出生地はアーカンソー州リトルロック、出身大学はザビエル大学ルイジアナ校。チャック・クーパー、アール・ロイドらと共にNBA初の黒人選手として知られる。

## 経歴
アーカンソー州リトルロックで生まれ、イリノイ州シカゴで育ったクリフトンは、高校で優秀なバスケット選手になると共に、野球選手としても頭角を現した。高校卒業後はザビエル大学ルイジアナ校に進学し、その後の3年間を陸軍で過ごし、第二次世界大戦のヨーロッパ戦線で各地を転戦した。
終戦後、全選手が黒人のバスケットエキシビジョンチーム、ニューヨーク・レンズやハーレム・グローブトロッターズでプレイした。グローブトロッターズでのプレイ、特に優れたボールハンドリングは高い評価を獲得し、後のNBAとの契約に繋がった。またバスケのオフシーズンには野球のニグロリーグ、シカゴ・アメリカン・ジャイアンツで優秀な一塁手としてプレイしている。

### NBAキャリア
クリフトンは1950年のNBAドラフトでニューヨーク・ニックスから指名を受ける。この年のドラフトではクリフトンのほかにチャック・クーパー、アール・ロイドら計3人の黒人選手が指名を受けているが、クリフトンは彼らの中で最も早くチームと契約を結び、NBA史上初めて正式契約を結んだ黒人選手となった。
ルーキーイヤーの1950-51シーズンを8.6得点7.6リバウンドの成績で終えたクリフトンは、翌シーズンには10.6得点11.8リバウンドの平均ダブル・ダブルを達成。以後も毎年平均10得点10リバウンド前後を記録し、インサイドの核であるハリー・ギャラティンのサポート役としてチームに貢献した。ニックスは彼の活躍もあって1950-51シーズンから3シーズン連続でファイナルに進出するが、惜しくも優勝は叶わなかった。ニックスでの最後のシーズンとなった1954-55シーズンにはオールスターに初選出される。この時クリフトンはすでに35歳であり、これはオールスター初選出選手の最年長記録である。
クリフトンは1955年にデトロイト・ピストンズとの大型トレードに組み込まれ、5シーズン過ごしたニックスから離れることになった。すでにリーグでも最年長クラスの域に達していたクリフトンは、ピストンズで1シーズンだけプレイした後、NBAから引退した。
NBA通算成績は5シーズン544試合の出場で、5,444得点（平均10.0得点）4,469リバウンド（平均8.2リバウンド）だった。

### NBA以後
NBA引退後も現役スポーツ選手として活動を続け、1958年の夏はニグロリーグに戻りデトロイト・クラウンズでプレイした。1961年からはABL（American Basketball League）のシカゴ・メジャーズでプレイし、ABLが消滅する翌1962年までプレイした。現役から引退したのは40歳だった。
引退後のクリフトンの地域社会への貢献は高く評価され、ニューヨーク市の黒人慈善組合は『ブラック・ヒストリー・メイカー・アワード』の中に『ナサニエル"スウィートウォーター"クリフトン賞』を設立した。また2005年にはニューヨーク・ニックスが運営する『シティー・スピリッツ賞』が『スウィートウォーター・クリフトン・シティー・スピリッツ賞』に改称された。
クリフトンは1990年8月31日に亡くなった。67歳だった。

## その他
- 社会保障局の記録では『クリフトン・ナサニエル』という名前になっている。
- 愛称の"Sweetwater"は、幼い頃にソフトドリンクが大好物だったことから。
- 非常に大きな手で有名で、手袋のサイズはアメリカサイズで『14』だった。